# Consejo Foral Administrativo de Navarra

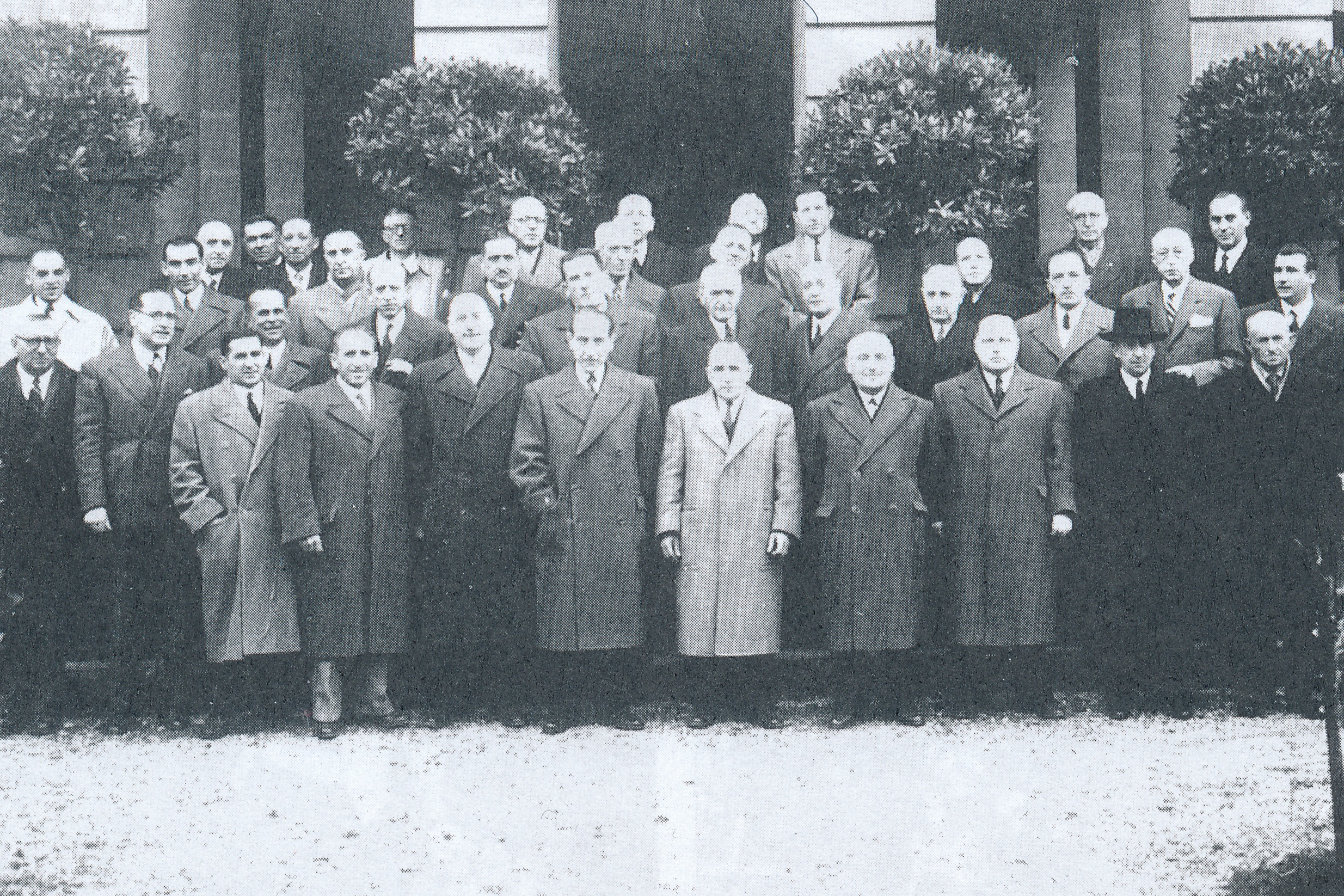
Consejo Foral Administrativo, 1949

El Consejo Foral es un órgano consultivo de la Diputación Foral de Navarra que funcionó entre 1898 y 1979, antecedente del actual Parlamento de Navarra.

## Historia
A finales del siglo XIX hubo varias propuestas de creación de un órgano representativo ante el cual pudiera rendir cuentas la Diputación Foral de Navarra, de alguna manera reviviscencia de las desaparecidas Cortes de Navarra. La Diputación creó el Consejo Administrativo de Navarra como órgano consultivo mediante acuerdo de 16 de julio de 1898, integrado por los cinco mayores contribuyentes de Navarra, un delegado elegido por los Ayuntamientos de cada uno de los distritos electorales de Aoiz, Tafalla, Tudela, Los Arcos, Estella, Huarte-Araquil y Pamplona, y por un contribuyente elegido por sorteo entre los diez mayores contribuyentes de cada uno de estos siete distritos. Debía intervenir “en la formación de presupuestos, en el examen de cuentas, en la emisión de deuda, en las cuestiones de fuero y en cuantos asuntos merezcan especial asesoramiento, a juicio de la Diputación”; y se añadía que “los Reglamentos y medidas de carácter general que ésta dicte, deberán ser también sometidos al Consejo en la primera reunión que celebre”. Mediante otro acuerdo de 16 de octubre de 1901 la Diputación acuerda su reorganización y en lo sucesivo serían miembros todos los exdiputados provinciales por elección popular.
El Real Decreto-Ley de 4 de noviembre de 1925 de Bases para la aplicación del Estatuto Municipal en la provincia de Navarra le otorgó nuevas funciones, otorgándole para algunas materias un carácter deliberativo, y no meramente consultivo. Así, en su base 12.ª disponía. 

"Para garantizar la autonomía de los Ayuntamientos, la Diputación someterá al Consejo Administrativo de Navarra todos los Reglamentos, Ordenanzas o acuerdos generales referentes a la administración y régimen municipal, siendo necesaria la aprobación del Consejo para que entren en vigor. En el Consejo administrativo tendrá mayoría absoluta la representación de los Ayuntamientos, pudiendo la Diputación designar otros Vocales representativos de fuerzas vivas, a condición de que siempre sean mayoría en el mismo los representantes de los Ayuntamientos.
Este Consejo deberá estar constituido en el plazo de tres meses".

El 15 de enero de 1926 la Diputación aprobó el nuevo reglamento para la constitución y funcionamiento del Consejo Administrativo, con las siguientes funciones: “aprobar todos los Reglamentos, Ordenanzas o acuerdos generales, referentes a la administración y régimen municipal, sin cuyo requisito no podrán entrar en vigor. La Diputación someterá, además, a informe del Consejo, los Presupuestos y Cuentas provinciales, las emisiones de deuda, las cuestiones de fuero y todos aquellos asuntos que, a juicio de la misma, merezcan especial asesoramiento”. 
El Consejo estaría compuesto por treinta y siete vocales, de los cuales siete serían los propios miembros de la Diputación, once representantes de fuerzas vivas y diecinueve representantes de los Ayuntamientos. Estaba presidido por el vicepresidente de la Diputación. Los vocales en representación de los Ayuntamientos debían ser concejales y serían elegidos por los distritos o merindades constituyéndose cada Ayuntamiento en colegio electoral. El Consejo debía aprobar su propio reglamento de régimen interior lo cual hizo el 18 de mayo de 1926 disponiendo en su artículo primero que en lo sucesivo la denominación sería “Consejo Foral Administrativo de Navarra”. 

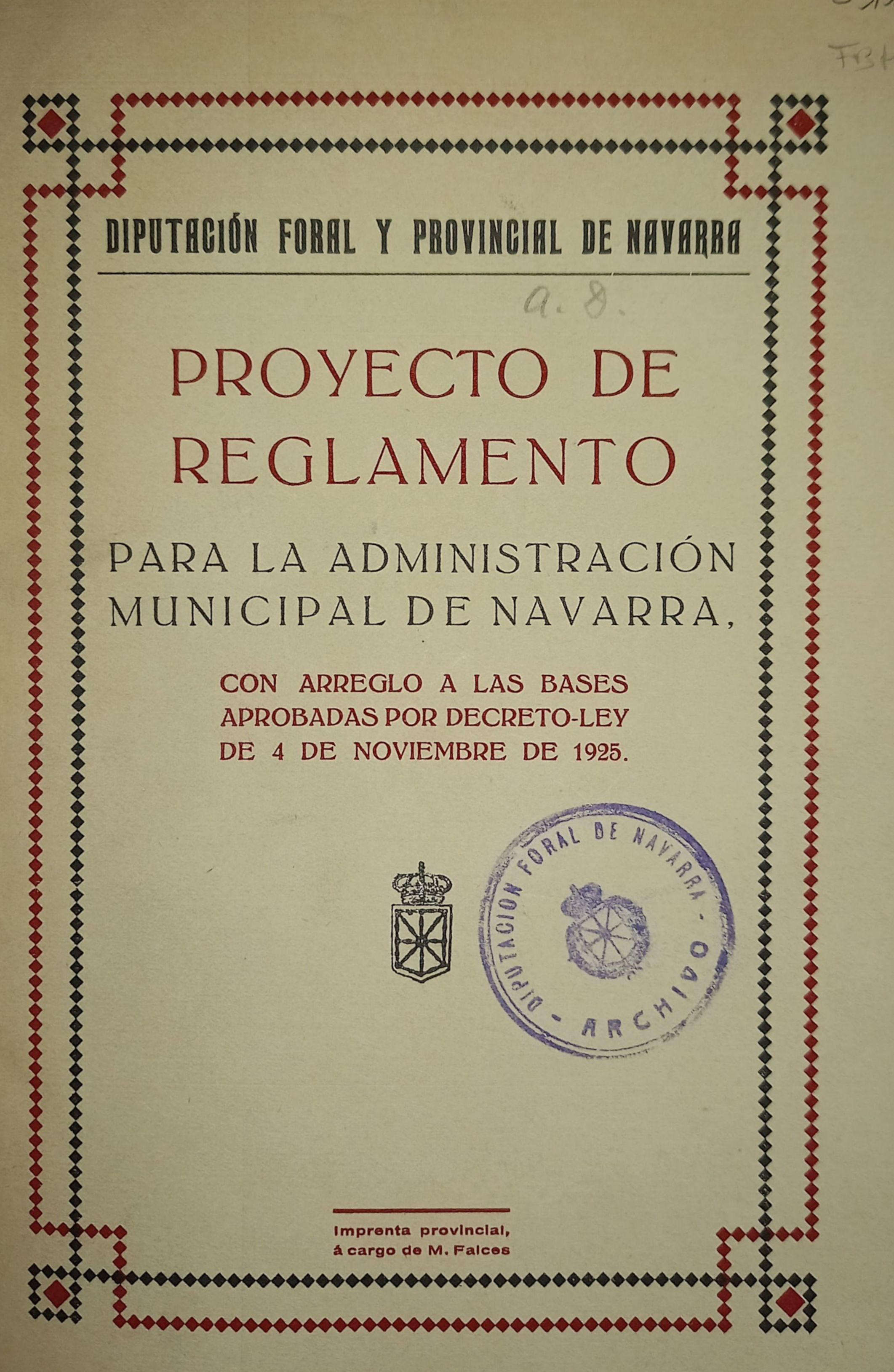
Portada del proyecto del Reglamento

Tal como preveía la citada Base para la aplicación del Estatuto, la Diputación sometió al Consejo el proyecto de Reglamento para la Administración Municipal de Navarra, recibiendo su aprobación el 3 de febrero de 1928. Este Reglamento que, con pocas modificaciones, se mantuvo vigente hasta la Ley Foral 6/1990, de Administración Local de Navarra.
Un nuevo reglamento aprobado por la Diputación el 17 de mayo de 1935 incrementó los vocales a 38, de los cuales 20 eran representantes municipales.  Mediante acuerdo de 5 de febrero de 1949 la Diputación aprobó un nuevo reglamento que elevaba el número de miembros a 43: los 7 miembros de la Diputación, 3 exdiputados forales, 11 representantes de fuerzas vivas y 22 de los Ayuntamientos. Por acuerdo de la Diputación de 25 de enero de 1967 se elevó a 45, y la última reforma tuvo lugar mediante acuerdo de 25 de enero de 1974. En esta última fecha el número de vocales del Consejo Foral queda fijado en 57: 7 diputados y 3 exdiputados forales, 12 representantes de fuerzas vivas, 3 del Consejo de Trabajadores, 3 del Consejo de Empresarios y 29 de los Ayuntamientos, 6 por cada una de las tres merindades de mayor población, y 3 por las otras dos, más 5 por los Ayuntamientos de mayor población en cada merindad.
El Consejo Foral desaparece con el Real Decreto 121/1979, de 26 de enero, sobre elecciones locales y ordenación de las instituciones forales de Navarra, que atribuyó sus funciones al nuevo Parlamento Foral de Navarra, antecedente inmediato del actual Parlamento de Navarra.